# Chilská univerzita

Znak univerzity

Chilská univerzita (Universidad de Chile) je největší a nejstarší univerzita v Chile, nachází se v hlavním městě Santiago de Chile. Byla založena v roce 1842 jako náhrada za bývalou koloniální univerzitu Real Universidad de San Felipe (Královská univerzita sv. Filipa, zal. 1738) a oficiálně inaugurována 17. září 1843.

## Známí absolventi
- Gabriela Mistralová
- Pablo Neruda